# Tuxtlita
Tuxtlita är en ort i Mexiko.   Den ligger i kommunen Cintalapa och delstaten Chiapas, i den sydöstra delen av landet, 600 km sydost om huvudstaden Mexico City. Tuxtlita ligger 542 meter över havet och antalet invånare är 229.
Terrängen runt Tuxtlita är platt åt sydväst, men åt nordost är den kuperad. Tuxtlita ligger nere i en dal. Runt Tuxtlita är det ganska glesbefolkat, med 30 invånare per kvadratkilometer. Närmaste större samhälle är Cintalapa de Figueroa, 2,9 km sydost om Tuxtlita. Omgivningarna runt Tuxtlita är en mosaik av jordbruksmark och naturlig växtlighet.